# Nakamuta Kuranosuke
Tử tước Nakamuta Kuranosuke (中牟田 倉之助 Trung Mưu Điền Thương Chi Trợ,  24 tháng 2 năm 1837 – 30 tháng 3 năm 1916) là đô đốc Hải quân Đế quốc Nhật Bản thời kỳ ban đầu.

## Tiểu sử
Nakamuta quê quán phiên Saga (nay là tỉnh Saga). Ông là một thủy binh samurai trong hải quân phiên Saga, sau này trở thành nòng cốt của Hải quân Đế quốc Nhật Bản non trẻ. Trong chiến tranh Boshin nhằm lật đổ Mạc phủ Tokugawa, Nakamuta là thuyền trưởng khinh hạm Chōyō trong trận hải chiến Hakodate. Chōyō phát nổ sau khi bị tàu Banryū của phe cựu Mạc phủ đâm phải, nhưng Nakamuta vẫn sống sót.
Sau khi chính phủ Minh Trị hình thành và chính thức thiết lập Hải quân Đế quốc Nhật Bản, Nakamuta được phong hàm Trung tá hải quân (14 tháng 12 năm 1870) và giữ cương vị chỉ huy phó Học viện Hải quân Đế quốc Nhật Bản. Ông được thăng cấp Đại tá hải quân năm 1871 và Chuẩn Đô đốc cùng năm. Ông cũng trở thành chỉ huy trưởng Học viện Hải quân vào năm 1871. Ông được thăng chức Phó Đô đốc vào năm 1878.
Về sau, Nakamuta lên làm Chỉ huy trưởng Vùng hải quân Tokai (1880–1886), Vùng hải quân Yokosuka (1886–1889) và Vùng hải quân Kure (1889–1892). Ông được bổ nhiệm làm Tổng Tham mưu trưởng Hải quân Đế quốc Nhật Bản vào năm 1892, đồng thời là chỉ huy trưởng Trường Tham mưu Hải quân.
Ngày 7 tháng 7 năm 1884, Natamura được phong tước hiệu tử tước (shishaku) theo hệ thống quý tộc kazoku. Ông được bổ nhiệm làm thành viên của Xu mật viện vào năm 1894, chính tại đây ông đã thẳng thắn lên tiếng phản đối Chiến tranh Nhật–Thanh.
Nakamuta bị các đối thủ chính trị Yamamoto Gonnohyōe và Kabayama Sukenori buộc phải giải ngũ và đưa vào lực lượng dự bị vào năm 1900, và chính thức nghỉ hưu vào năm 1905. Ông mất năm 1916. Mộ của ông tọa lạc tại Nghĩa trang Aoyama ở Tokyo.

### Sách
- Dupuy, Trevor N. (1992). Encyclopedia of Military Biography. I B Tauris & Co Ltd. ISBN 1-85043-569-3.
- Hoare, J.E. (1999). Britain and Japan: Biographical Portraits, Vol. III. RoutledgeCurzon. ISBN 1-873410-89-1.
- Cobbing, Andrew (1998). The Japanese Discovery of Victorian Britain: Early Travel Encounters in the Far West. RoutledgeCurzon. ISBN 1-873410-81-6.
- Schencking, J. Charles (2005). Making Waves: Politics, Propaganda, And The Emergence Of The Imperial Japanese Navy, 1868-1922. Stanford University Press. ISBN 0-8047-4977-9.